# アメリカ合衆国国防総省
アメリカ合衆国国防総省（アメリカがっしゅうこくこくぼうそうしょう、英: United States Department of Defense、略称: DoD, USDOD, DOD）は、アメリカの行政機関のひとつ。同国の８つの武官組織のうち、沿岸警備隊、アメリカ公衆衛生局士官部隊、合衆国海洋大気局士官部隊を除くアメリカ軍（陸軍、海軍、空軍、海兵隊、宇宙軍）を管轄する。
英語名称は諸外国の国防省と同じ「Department of Defense」であるが、陸・海・空軍各省の統括組織であるため、和訳では「国防総省」と呼ばれる場合が多い。2015年現在、同国の官庁の中で最大規模の組織となっている。
本庁舎は、五角形の形をしていることからペンタゴンと呼ばれ、アメリカ合衆国大統領の官邸組織がホワイトハウスと呼ばれるように、ペンタゴンという名称自体が国防総省を指す呼称となっている。本省公式の記者会見ではペンタゴンと書かれた立体パネルが会場の背後に置かれている。
国防総省の本庁舎は、ワシントンD.C.の外郭部、ポトマック川を越えたバージニア州アーリントン郡に所在する。
退役以後の7年間、退役将校は国防総省の要職に就くことが法的に禁じられている。
日本の防衛省に相当する。

## 歴史
国防活動の調整の提案は、1944年に下院に最初に提出された。陸軍、海軍および統合参謀本部による計画は1945年に提出され、1945年12月19日、トルーマン大統領による下院への特別教書で国防に関する統合部門の設立が提案された。提案は下院に1946年4月に上申されたが、権力の集中に対する反対により、海軍事務委員会での公聴会によって遅れた。トルーマンは結局1947年2月に下院に対して新たな提案を行い、それは数か月にわたって討議、修正された。
1947年7月26日に、トルーマンは国防法案に署名した。同法案によって1947年9月18日に国家軍政省 (National Military Establishment) が発足し、初代国防長官にはジェームズ・フォレスタルが就任した。同省は略号の「NME」が enemy （敵）の発音に似ていたため、1949年8月10日に国防総省 (Department of Defense) に改名された。国防長官には陸海空三軍に対する強大な権力が与えられた。
1789年に設立された戦争省が1947年に継承された陸軍省と、1780年に設立された海事部が1798年に名称変更した海軍省、および1947年に新設された空軍省を傘下に持つ。よって、アメリカの行政機関の中で唯一、「省」の内部に「省」を有する官庁である。

## アメリカ同時多発テロ

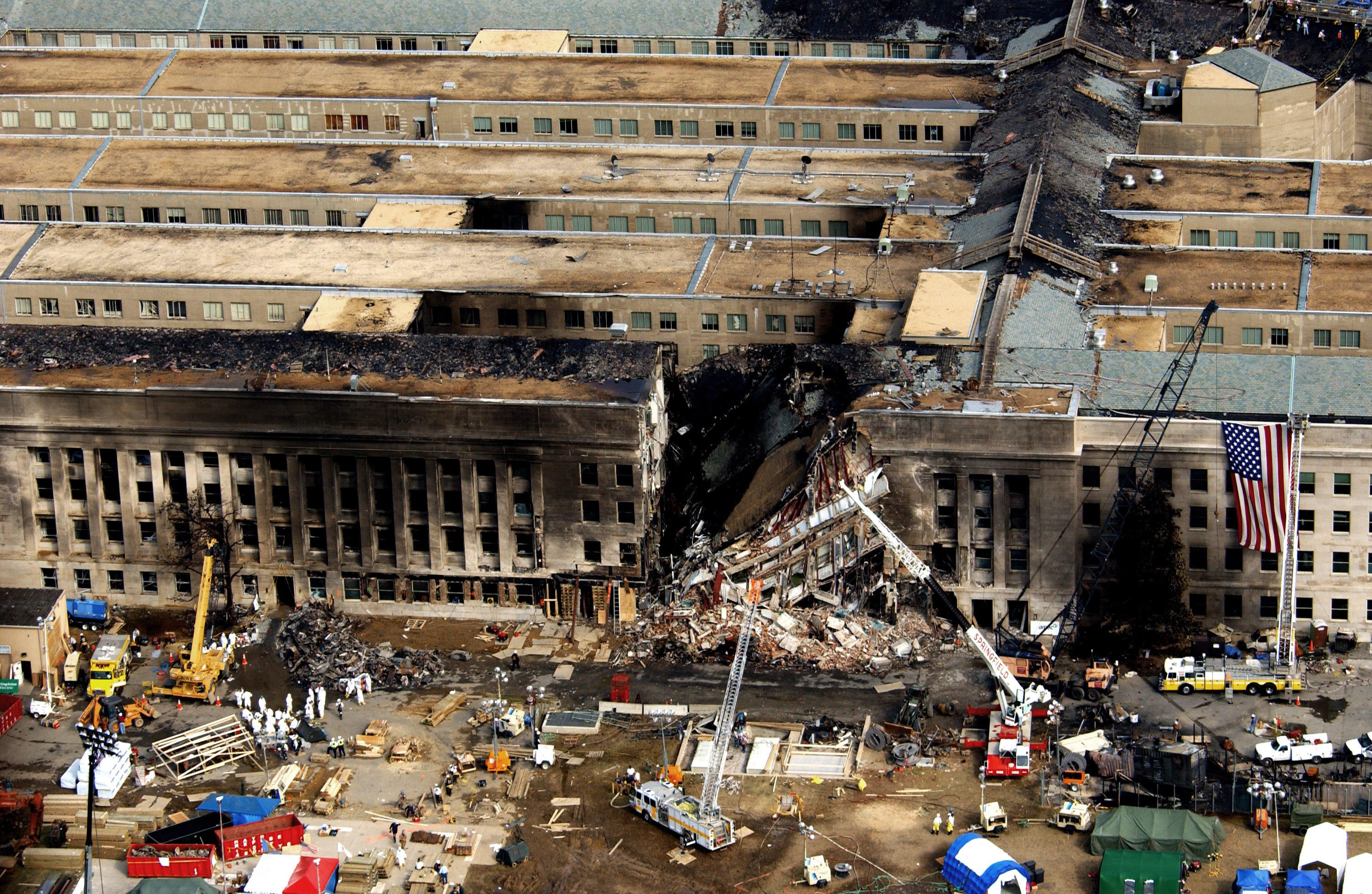
衝突現場

2001年9月11日に発生したアメリカ同時多発テロ事件において、ハイジャックされたヴァージニア州ダレス（ワシントン・ダレス国際空港）発ロサンゼルス行きアメリカン航空77便（ボーイング757）が9時38分に国防総省本庁舎（ペンタゴン）に激突した。
乗客・乗員59人とテロリスト5人は全員死亡。離着陸時の事故と違い、高速で建築物に激突・炎上したために機体の残骸はほとんど原形をとどめなかった。ペンタゴン職員125人も死亡した。激突の瞬間の映像は、ペンタゴンの駐車場の監視カメラによって記録された。また、付近を通行中の多くのドライバーや歩行者によって激突の瞬間が目撃された。

## 組織

### 概要

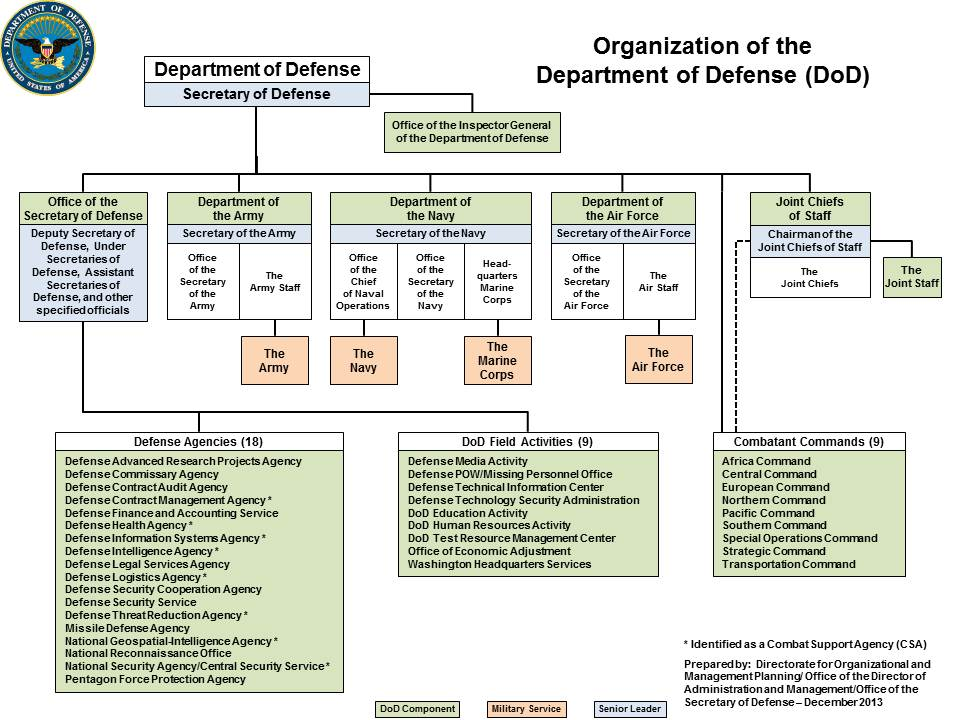
組織図 (2013年12月)

国防総省の長は、上院の助言と承認を得て大統領が任命する国防長官である。国防長官は、合衆国法典第10編第113条 10 U.S.C. § 113によって「国防総省に関する全ての事項においての大統領の首席補佐官」であり、「国防総省に対する権限、指揮、統制」を行うと規定されている。なお憲法によって、全ての軍事権限は議会に帰属しているため、国防長官が有する法定の諸権限も憲法に由来するものである。議会や大統領が、国防総省のあらゆる問題に参与することは現実的ではないため、通常は国防長官と、その部下の各職員が権限を行使する。
国防総省は、国防長官府 (OSD)、統合参謀本部 (JCS)及び統合参謀本部事務局 (JS)、監察監室 (DODIG)、統合軍、軍事各省 (陸軍省 (DA)、海軍省 (DON)、空軍省 (DAF))、内部部局、現業部局、州兵総局 (NGB)および法律、大統領、国防長官によって設立、指定された各オフィス、機関、活動、組織、コマンドで構成されている。
国防総省令5100.01は、各部門における組織関係を規定し、その主要な職務を規定する基本的な省令となっている。この省令は、2010年12月に、ロバート・ゲーツ国防長官の署名により、1987年の制定以来初となる大規模な改正が行われた
。

### 国防長官府

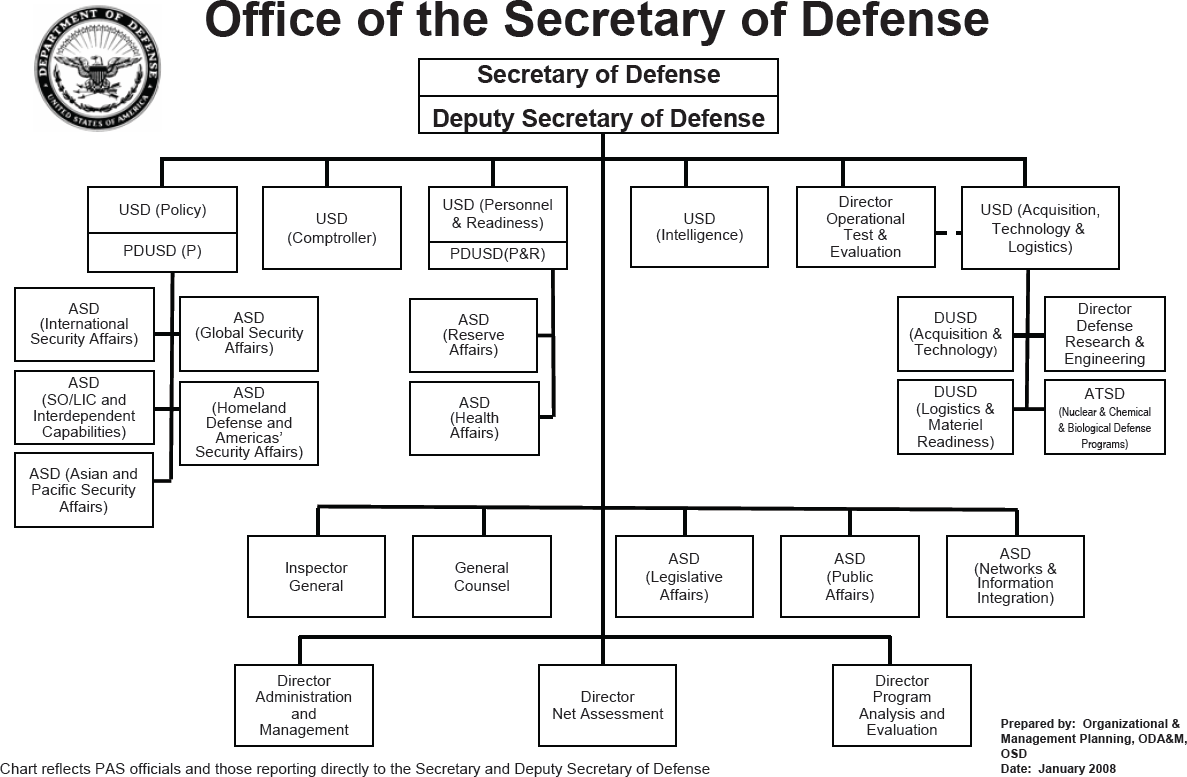
国防長官府の組織図 (2008年)

国防長官府 (OSD) は、国防長官と、国防副長官などの補佐官 (主に文民職員)によって組織されている。
国防長官府は、公式・非公式問わず様々なプロセスを通じて、政策開発、計画、資源管理、財政、政策評価、監督するとともに、他のアメリカ政府省庁、外国政府、国際機関との連絡、協力、職員交換などを行っている、国防長官に対する官房組織である。長官直属部局の他、予算や政策など各担当の国防次官(Under Secretary of Defense)を通じて、各部局が置かれている。また国防長官府は、国防総省の現業部門、業務改善のための権限を与えられた機能横断チームの監督、管理も行う。

#### 内部部局
国防長官府が監督する内部部局は、以下の通りである。
- 軍隊放射線生物研究局 (AFRRI)
- 教育活動局 (DoDEA)
- 国防高等研究計画局 (DARPA)
- 国防コミッサリー局 (DeCA)
- 国防契約監査局 (DCAA)
- 国防契約管理局 (DCMA)
- 国防予算経理局 (DFAS)
- 国防情報システム局 (DISA)
- 最高法務責任者
- 国防兵站局 (DLA)
- 国防戦争捕虜・行方不明者責任局 (DPAA)
- 国防安全保障協力局 (DSCA)
- 国防防諜・安全保障局 (DCSA)
- 国防技術情報センター (DTIC)
- 国防脅威削減局 (DTRA)
- 宇宙開発局 (SDA)

#### 国家情報機関
国防総省の組織の一部は、アメリカ情報コミュニティ (IC)のメンバーとなっている。通常は国防総省の管轄下で活動する連邦レベルの諜報機関であるが、同時に国家情報長官の権限に服している。これらの機関は、国家の政策立案者や戦争に関する権限を有する者が、その職務を遂行するために、戦闘支援機関として機能する。また中央情報局 (CIA)や連邦捜査局 (FBI)などの国防総省以外の諜報機関や法執行機関の支援も実施する。
上記以外にも、各軍種には独自の諜報機関が置かれている。国防総省の管轄下にある国家情報機関とは別組織であるが、調整の対象とはなっている。国防総省は、シギント、地理空間情報、マジントの各分野で国家情報機関の間の調整を担当している。また、これらの分野の資産を管理するとともに、情報衛星の打ち上げ、運用、情報網の構築を行っている。また国防総省は、CIAが実施するヒューミントに協力すると同時に、軍事面での優先的なヒューミントを実施するために独自の機関 (国防情報局内の国防秘密局)を保有している。国防総省の国家情報機関は、国防次官 (諜報・安全保障担当)によって監督されている。

国防総省傘下の国家情報機関
国防情報局
国家安全保障局
国家地理空間情報局
国家偵察局

### 統合参謀本部

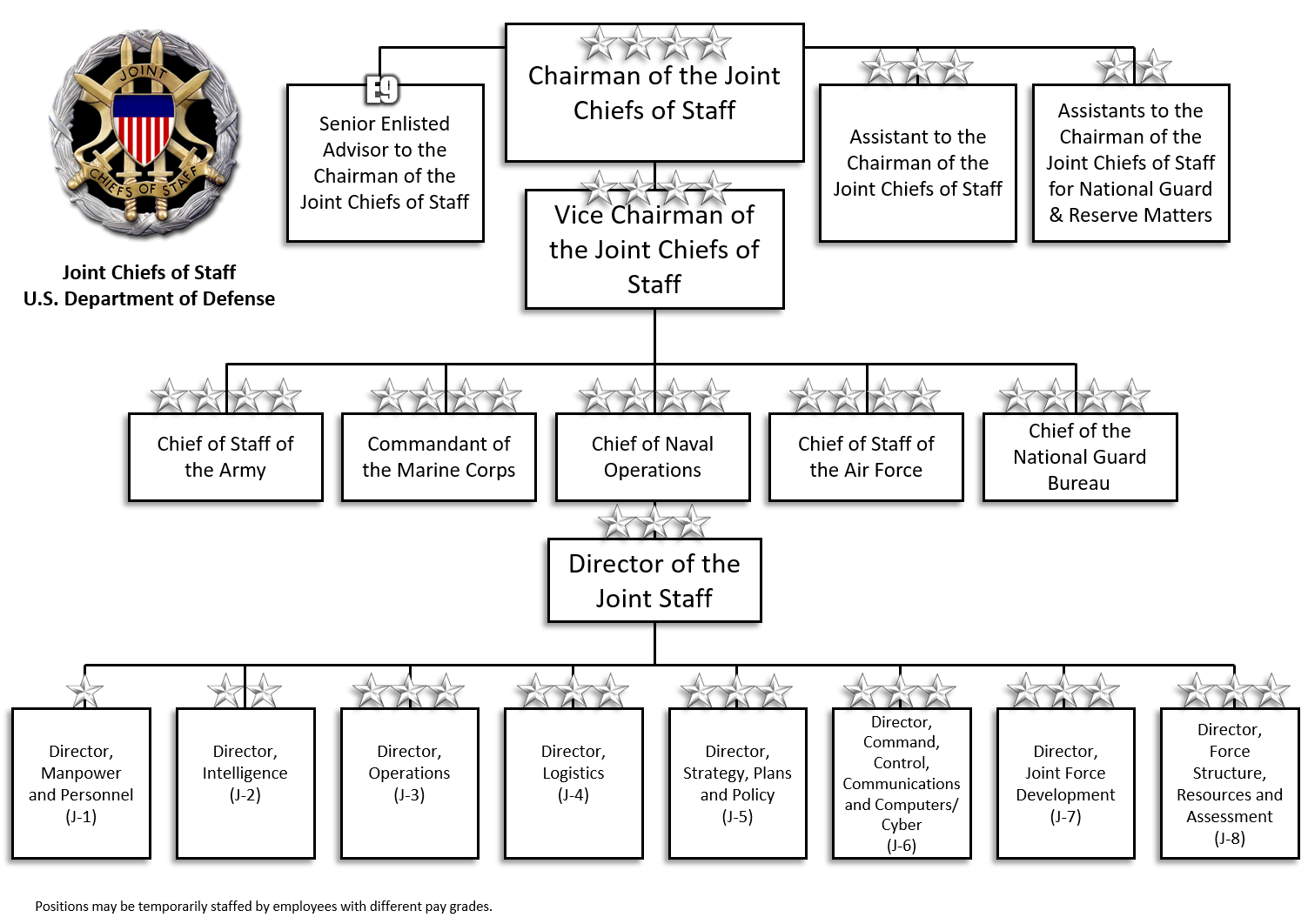
統合参謀本部の組織図 (2018年3月)

統合参謀本部(JCS)は、国防長官、国土安全保障理事会、国家安全保障会議、大統領に対して軍事問題について助言する国防総省の制服組最高位による組織である。統合参謀本部の組織は、法令で規定されており、そのメンバーである統合参謀本部議長 (CJCS)、統合参謀本部副議長 (VCJCS)、統合参謀本部最先任下士官 (SEAC)、陸軍参謀総長、海兵隊総司令官、海軍作戦部長、空軍参謀総長、宇宙軍作戦部長、州兵総局長は、全て上院の承認を得て大統領が任命する。また、それぞれの軍種のトップは、統合参謀本部を離れて陸軍長官、海軍長官、空軍長官の直接の指揮下で職務に従事することもある。
1986年のゴールドウォーター＝ニコルズ法によって、指揮系統が大統領→国防長官→各統合軍司令官となったため、現在の統合参謀本部は作戦指揮権を有していない。この法律によって副議長職が新設され、また議長は、国防長官、国土安全保障理事会、国家安全保障会議、大統領のそれぞれの首席軍事顧問の位置づけとなった。
統合参謀本部事務局 (JS)は、議長と副議長の職務遂行を支援するために沿岸警備隊も含めた全ての軍種の軍人で構成されている。トップの統合参謀本部事務局長は、中将の階級にある軍人をもって充てられている。

### 各省と軍種
国防総省内には、次の3つの省が置かれている。
- 陸軍省 （陸軍を所管）
- 海軍省 （海軍と海兵隊を所管）
- 空軍省 （空軍と宇宙軍を所管）

各省は、それぞれ上院の助言と承認を得て、大統領が任命する独自の長官 (陸軍長官、海軍長官、空軍長官) の監督下にある。長官は、合衆国法典第10編に基づく法的権限を有し、各省内の全ての部門の業務遂行を監督している。長官は、国防長官 (SecDef) 及び国防副長官 (DepSecDef) に従属している。また、長官は、通常統合軍に割り当てられていない部隊に対して、それぞれの軍種のトップ (陸軍参謀総長、海兵隊総司令官、海軍作戦部長、空軍参謀総長、宇宙軍作戦部長) を通じて、各種の権限を行使することを委任されている。
各長官と各軍種のトップは、1958年国防再編成法によって部隊に対する作戦指揮権が剥奪されたため、現在では「部隊の訓練、装備品の提供、管理」のみに責任を負っている。

国防総省傘下の各省
陸軍省
海軍省
空軍省

国防省傘下の軍種
アメリカ陸軍
アメリカ海兵隊
アメリカ海軍
アメリカ空軍
アメリカ宇宙軍

### 統合軍

統合軍の地理的管轄

統合軍は、少なくとも2つ以上の軍種の部隊や装備で組織される部隊であり、広範囲で継続的な任務を遂行する能力を有している。
軍種はアメリカ軍が戦闘するための装備と訓練を担当し、統合軍はアメリカ軍の実際の作戦指揮を担当している。ほぼ全てのアメリカ軍の運用部隊は、統合軍の指揮下にある。統合軍は、国防総省が作成する統合軍計画によって管理されており、任務や、地理的・機能的責任、部隊構成が規定されている、統合軍計画は、頻繁に改定されている文書でもある。
軍事作戦の間、指揮系統は、大統領から国防長官を通じて、統合軍司令官に伝達される。
2019年現在、アメリカは11個の統合軍を編制しており、それぞれ地理的な管轄 (AOR) や機能を担当し、国際的に活動している。
- 地域別
  - 北方軍 (USNORTHCOM)
  - 中央軍 (USCENTCOM)
  - 欧州軍 (USEUCOM)
  - アフリカ軍 (USAFRICOM)
  - インド太平洋軍 (USINDOPACOM)
  - 南方軍 (USSOUTHCOM)
  - 宇宙コマンド (USSPACECOM)
- 機能別
  - サイバー軍 (USCYBERCOM)
  - 特殊作戦軍 (USSOCOM)
  - 戦略軍 (USSTRATCOM)
  - 輸送軍 (USTRANSCOM)

## 技術開発
情報通信分野では、内局にあった高等研究計画局(ARPA)（現国防高等研究計画局(DARPA)）はインターネットの原型であるARPANETを開発し、現在、インターネットの基礎プロトコルであるTCP/IPを開発した。また現在、多くのオペレーティングシステムのマイクロカーネルとして利用されているMachを開発した。
さらに知られている技術では、GPS（全地球測位システム）を開発した。最初は軍事用として利用されていたが、現在は民間用に開放されている。